# Douglas Netter
Douglas Netter (Seattle, Washington, 1921 – , 10 de maio de 2017) foi um executivo da indústria da televisão norte americano, principalmente no gênero da ficção científica. Ele foi creditado pela primeira vez como um produtor associado no filme de 1967 sobre Matt Helm (Dean Martin) chamado The Ambushers, sobre um disco voador construído pelo governo dos Estados Unidos.

## História
Entre 1970 e 1975, Netter foi vice-presidente executivo e COO dos Estúdios MGM. Em 1975, ele produziu o filme policial Mr. Ricco, também com Dean Martin, e, em 1979, foi co-produtor do filme The Wild Geese, sobre mercenários africanos. No ano seguinte, ele começou um período em que ele se focou no gênero western, produzindo The Sacketts, uma mini-série televisiva baseada na família Sackett de Louis L'Amour e servindo como produtor executivo do filme para TV da NBC, Buffalo Soldiers. Nos dois anos seguintes, ele também foi produtor executivo de Wild Times e The Cherokee Trail, também de L'Amour.
Ele foi também o produtor executivo da primeira e única temporada da série Hypernautas (1996).

### Babylon 5
O ano de 1987 marcou o seu primeiro contato com J. Michael Straczynski, quando ele foi o produtor de Captain Power and the Soldiers of the Future, que teve a história editada e foi parcialmente escrito por Straczynski. Em seguida, ele foi o produtor executivo da série de TV Babylon 5 e de vários spin-offs (dividindo o crédito com Straczynski). Uma foto promocional mostrava Netter como o personagem do presidente da Aliança Terrestre, Luis Santiago.
Entre a terceira e quarta temporada, ele fundou e se auto-designou CEO da Netter Digital, uma companhia de efeitos especiais (CGI). A Netter Digital então substituiu a Foundation Imaging como o estúdio de efeitos especiais da série, realizando todos o trabalho de CGI para a temporada final Babylon 5, assim como também para os filmes da franquia, além de assumir também a mesma responsabilidade no spin-off Crusade.
Com o cancelamento de Crusade em 1999, a Netter Digital perdeu seu único cliente e, incapaz de repô-lo imediatamente, faliu em 2000.
Em 2006, Netter foi também o produtor executivo de Babylon 5: The Lost Tales, o último filme do universo de Babylon 5. O lançamento, direto para o DVD, foi em 31 de julho de 2007.